# Kanton Gex
Gex is een kanton van het Franse departement Ain. Het kanton maakt deel uit van het arrondissement Gex.

## Gemeenten
Het kanton Gex omvatte tot 2014 de volgende 11 gemeenten:
- Cessy
- Chevry
- Crozet
- Divonne-les-Bains
- Échenevex
- Gex (hoofdplaats)
- Grilly
- Lélex
- Mijoux
- Ségny
- Vesancy

Na de herindeling van de kantons bij decreet van 13 februari 2014, met uitwerking op 22 maart 2015 zijn dat:
- Cessy
- Divonne-les-Bains
- Gex (hoofdplaats)
- Grilly
- Sauverny
- Versonnex
- Vesancy